# Hussainabad
Hussainabad é um cidade no distrito de Palamu, no estado indiano de Jharkhand.

## Demografia
Segundo o censo de 2001, Hussainabad tinha uma população de 23 433 habitantes. Os indivíduos do sexo masculino constituem 53% da população e os do sexo feminino 47%. Hussainabad tem uma taxa de literacia de 54%, inferior à média nacional de 59,5%: a literacia no sexo masculino é de 62% e no sexo feminino é de 45%. Em Hussainabad, 18% da população está abaixo dos 6 anos de idade.